# 卡尔顿·库斯
卡尔顿·库斯（英語：Arthur Carlton Cuse），1959年3月22日—） 是一位美国电视编剧和制作人，最为知名的作品是美国电视连续剧《迷失》。

## 生平
库斯1959年出生在墨西哥城。2010年被《時代》杂志选为时代百大人物 。卡尔顿·库斯被认为是跨媒体叙事的领军人物，也因为他的合作成果被业内同行尊敬。